# Bafarada

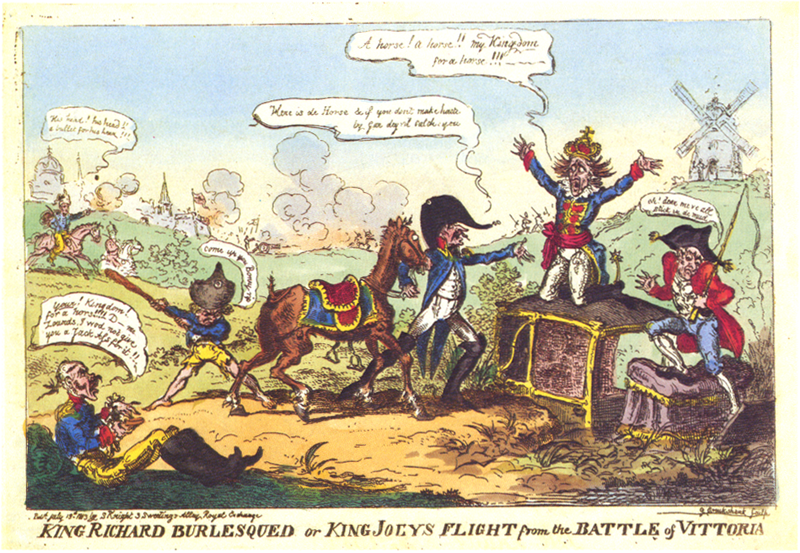
Caricatura, que no còmic, de George Cruikshank de 1813, integrant els diàlegs en globus.

En el còmic, una bafarada, també anomenada globus o fumet, és l'espai que recull el text en una vinyeta o historieta de còmic, que usualment es correspon al discurs o el pensament dels personatges.

## Definició de bafarada
El seu cos pot ser ovalat, rodó, rectangular, en forma de quadrilàter o bé resseguit per una corba tancada, que pot dibuixar-se amb línia prima, gruixuda, ferma o vacil·lant.
L'apèndix que surt del globus i es dirigeix cap a un dels personatges, assenyala a quin dels personatges correspon aquesta part del diàleg. D'aquesta manera pot seguir-se una conversa entre dos personatges en una mateixa vinyeta amb diversos globus o bafarades. Aquest apèndix, també s'anomena delta i pot tenir diferents formes en funció de la intenció de l'autor: pot ser llarg, curt, dibuixat de forma intensa o subtil, que pot indicar entonacions de veu, o si el personatge, per exemple, crida o xiuxiueja.

## Tipus de bafarades

Bafarades.

Les bafarades poden ser dibuixades en formats diferents, per assenyalar de forma gràfica el tipus de diàleg: quan es parla, pensa (normalment la forma de la bafarada simula un núvol, o un perfil intangible), crida (el perfil de la bafarada és més intens, o amb vibracions o estridències), parlen en veu baixa (s'acostuma a dibuixar amb línies discontínues), parlen diferents personatges alhora (el mateix globus amb diversos deltes, un per personatge), narració (text sense delta).
Quan és un robot o una màquina el qui parla, la bafarada és més rectilínia i la cua amb el dalt a baix:
- Primera; Bafarada, en què el personatge està parlant o dialogant amb un to de veu normal.
- Segona; Bafarada on el personatge està pensant, però no transmet les seves idees als altres.
- Tercera; Bafarada, en què el personatge està cridant, o de forma escalada. A la imatge de l'esquerra s'hi poden veure diferents tipus de bafarada amb un to de veu molt elevat.